# 圣母往见圣殿

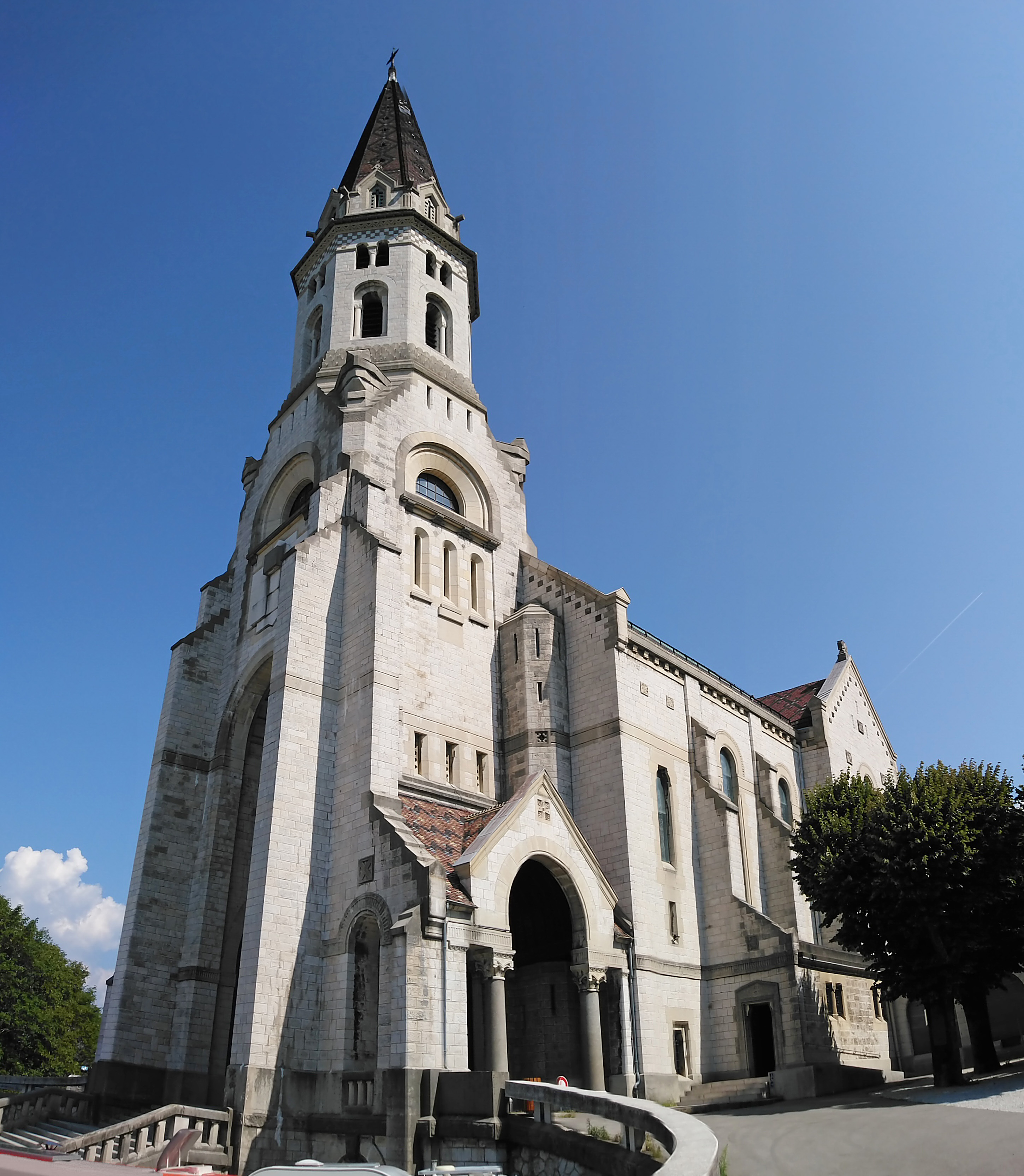
圣母往见圣殿

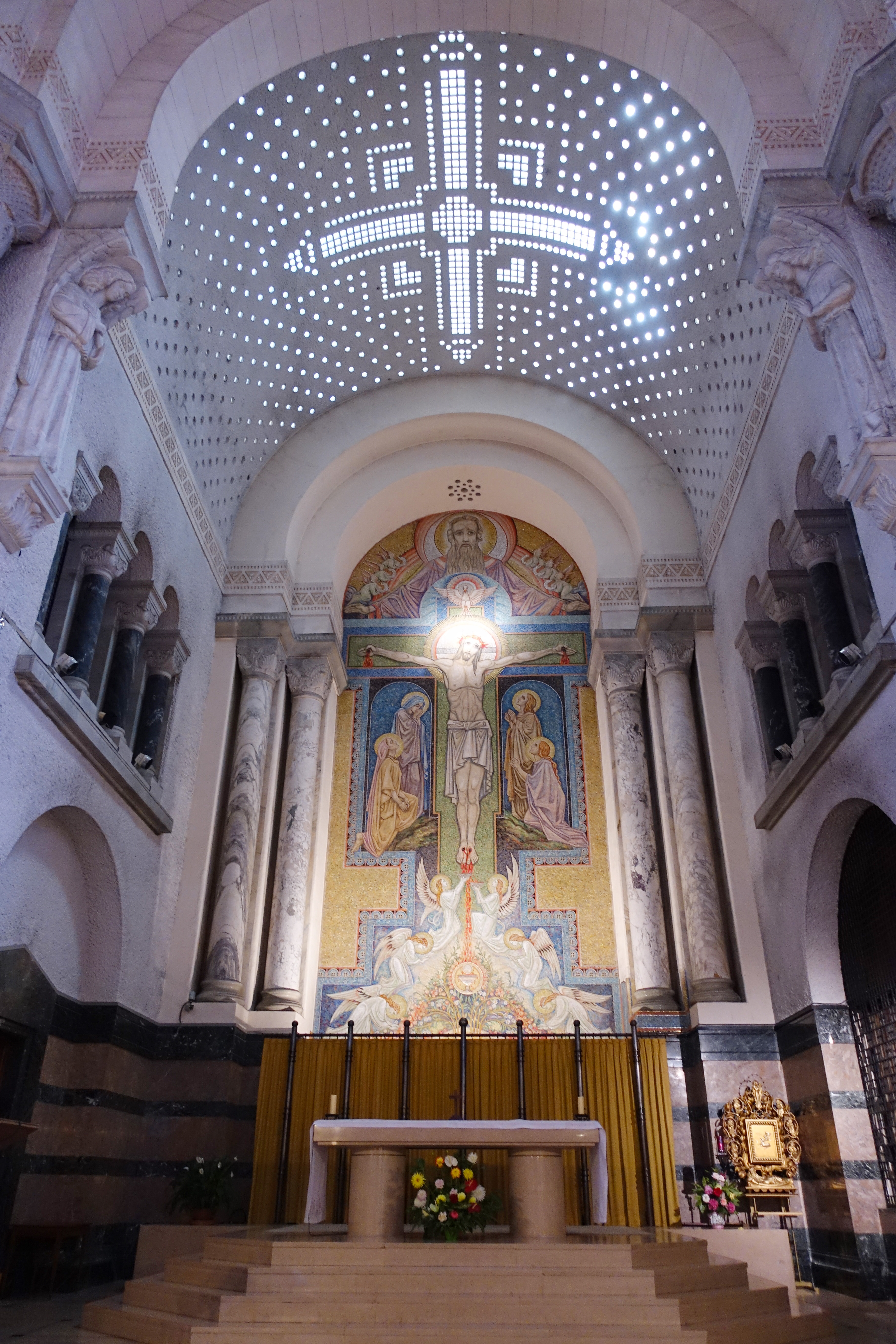
圣母往见圣殿内部

圣母往见圣殿（Basilique de la Visitation）是一座宏伟的罗马天主教宗座圣殿，位于法国上萨瓦省的阿讷西，新哥特式，为该市的地标。
圣殿建于1909年到1930年。建筑师Alfred-Henri Recoura来自格勒诺布尔，为罗马大奖获得者，1949年祝圣，毗邻聖母訪親女修會总部圣母往见修道院，该会由圣方济各·沙肋爵和圣妇若翰纳·方济加·尚达尔创立于1610年。两位圣人的青铜镀金石棺都在圣殿内。 
圣殿为十九世纪末的典型风格，由亨利·阿德设计。尖塔高72米，青铜十字架高7米。半圆拱，窗户描绘两位圣人的生平，38口钟重达8吨。
沙肋爵博物馆表现了沙肋爵的生平与工作，以及创建圣母往见会的历史。

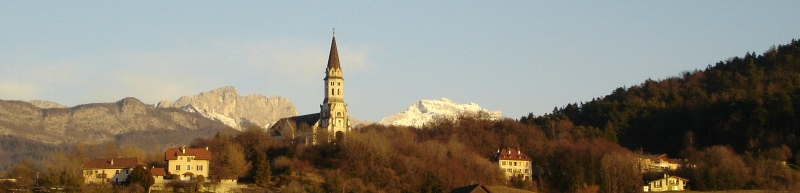
圣母往见圣殿，背景是Veyrier山、dents de Lanfon和杜尔奈特山（Tournette）